# Urophora mauritanica
Urophora mauritanica är en tvåvingeart som beskrevs av Macquart 1851. Urophora mauritanica ingår i släktet Urophora och familjen borrflugor. Inga underarter finns listade i Catalogue of Life.